# Escut de la Mancomunitat del Racó d'Ademús
L'escut de la Mancomunitat del Racó d'Ademús és el símbol representatiu oficial de la Mancomunitat del Racó d'Ademús. Té el següent blasonament:
| « | Escut ogival. En camp de gules, un castell d'or, maçonat i aclarit de sable, sobre ones d'argent i atzur, i somat, en cap, d'un escudet d'or amb quatre pals de gules. Al tot, bordura de gules, carregada de set torres d'or, maçonades i aclarides de sable. | » |

L'escut s'aprovà per Resolució de 12 de febrer de 2004, del conseller de Justícia i Administracions Públiques, publicada al DOGV núm. 4.718, de 24 de març de 2004.